# Strigocis bilimeki
Strigocis bilimeki là một loài bọ cánh cứng trong họ Ciidae. Loài này được Reitter miêu tả khoa học năm 1878.